# Pteris platyzomopsis
Pteris platyzomopsis är en kantbräkenväxtart som beskrevs av Maarten J.M. Christenhusz och H.Schneid. Pteris platyzomopsis ingår i släktet Pteris och familjen Pteridaceae. Inga underarter finns listade.